# Даховська
Даховська (рос. Даховская; адиг. Дахъо) — станиця Майкопського району Адигеї Росії. Входить до складу Даховського сільського поселення.
Населення — 1388 осіб (2017 рік).